# Xavier Bartolo
Xavier Bartolo Moliné (Bellvís, Lérida, España, 7 de octubre de 1968) es un exfutbolista y entrenador de fútbol español que actualmente dirige al Atlètic Lleida, equipo del Grupo 5 de la Tercera Federación. Xavi es licenciado en Educación Física por la Universidad de Lérida.

## Trayectoria
Como futbolista debutó con el primer equipo del Lleida en 1991, club con el que disputó una temporada en Primera División en 1993. También formó parte del Fraga, CD Leganés y del Gimnàstic de Tarragona, club con el que se retiró en 1998.
Más tarde, trabajó como preparador físico y segundo entrenador en equipos como el Hércules CF, CD Castellón, Real Murcia, FC Cartagena, Recreativo de Huelva y Gimnàstic de Tarragona.
En 2014 entró a formar parte del cuerpo técnico del CF Reus como preparador físico y más tarde, se convertiría también en segundo entrenador.
En junio de 2018, se convirtió en entrenador del Club de Futbol Reus Deportiu, tras la marcha de Aritz López Garai al CD Numancia. Xavi realizó una gran primera vuelta en las filas del Reus Deportiu, hasta que en enero de 2019, LaLiga expulsó al Reus de la competición durante tres años por impagos a sus futbolistas.
En mayo de 2019, se anunció su contratación por el Gimnàstic de Tarragona para dirigir al equipo grana durante la temporada 2019-2020, tras su descenso a la Segunda División B de España. Sin embargo, fue destituido en noviembre de 2019, tras 6 meses en el cargo, habiendo logrado 2 victorias en 13 partidos.
El 3 de junio de 2023 se hizo oficial su fichaje por el Atlètic Lleida, equipo que milita en el Grupo 5 de la Tercera Federación.

## Clubes

### Como jugador
| Club                   | País   | Año       |
| ---------------------- | ------ | --------- |
| UE Lleida              | España | 1991-1995 |
| CD Leganés             | España | 1995-1996 |
| Gimnàstic de Tarragona | España | 1996-1997 |

### Como entrenador
| Club                                   | País   | Año       |
| -------------------------------------- | ------ | --------- |
| Hércules CF (2º entrenador)            | España |           |
| CD Castellón (2º entrenador)           | España | 2004-2005 |
| Gimnàstic de Tarragona (2º entrenador) | España | 2007-2008 |
| Gimnàstic de Tarragona (2º entrenador) | España | 2010-2011 |
| FC Cartagena (2º entrenador)           | España | 2011      |
| Real Murcia (2º entrenador)            | España | 2013-2014 |
| Reus Deportiu (2º entrenador)          | España | 2014-2018 |
| Reus Deportiu                          | España | 2018-2019 |
| Gimnàstic de Tarragona                 | España | 2019      |
| Atlètic Lleida                         | España | 2023-     |